# Palliduphantes rubens
Palliduphantes rubens là một loài nhện trong họ Linyphiidae.
Loài này thuộc chi Palliduphantes. Palliduphantes rubens được Jörg Wunderlich miêu tả năm 1987.